# Java rummy
Java rummy är ett kortspel som hör till rummy-familjen och som till viss del liknar det mer kända kortspelet gin rummy. 
Spelet går ut på att bilda kombinationer av de sju kort man har på hand. Kombinationerna ska vara tre eller fler kort i följd i samma färg eller tre eller fyra kort av samma valör. Tvåorna gäller för vilken valör som helst.
Till skillnad mot flertalet andra rummyspel lägger spelarna inte ut några kombinationer på bordet under spelets gång, utan behåller dem på handen till dess en spelare avslutar given genom att slå, vilket man får göra när man har alla sina kort kombinerade, eller alla utom ett, som då inte får vara högre än en femma. Alla spelarna tilldelas sedan minuspoäng, enligt en särskild värdeskala, för varje kort som inte ingår i någon kombination.